# Culicia verreauxi
Espèce
Statut CITES
Culicia verreauxi  est une espèce de coraux appartenant à la famille des Rhizangiidae.